# 雷電為右衛門 (テレビ番組)
『雷電為右衛門』（らいでんためえもん）は、日本テレビ『進ぬ!電波少年』『雷波少年』の合同スペシャル番組の恒例タイトル。その名は実在の力士・雷電爲右エ門から取っており、オープニングならびに番組背景のCG画面は相撲に関連したものだった。出演者は大銀杏のかつらを被った。
3回このタイトルで放送した後は『電波少年 雷波少年 ○○スペシャル』（○○の箇所は毎回異なる）というタイトルに変わり、土屋敏男の編成部長への昇格時や「どこでもいいから一直線」などの完結編がメインになる際に度々放送していたが、1年半後の2002年3月31日を以て『雷波少年』が終了するため『雷電為右衛門』のタイトルが復活した。

## 放送データ
| タイトル           | 放送年月日    | 放送時間 （JST）  | 備考                              |
| ------------------ | ------------- | ----------------- | --------------------------------- |
| 雷電為右衛門       | 1999年7月3日  | 土曜19:00 - 20:54 | 『スーパースペシャル'99』枠で放送 |
| 二代目雷電為右衛門 | 2000年4月8日  | 土曜21:00 - 22:54 |                                   |
| 三代目雷電為右衛門 | 2000年10月7日 | 土曜21:30 - 23:24 |                                   |
| 雷電為右衛門千秋楽 | 2002年3月31日 | 日曜21:00 - 22:54 |                                   |

『読売新聞・縮刷版』読売新聞社、1999年7月3日 - 2002年3月31日付けのラジオ・テレビ欄。

## スタッフ
- 企画：土屋敏男（千秋楽、初代-三代目は演出・プロデューサー）
- 構成：海老克哉、そーたに、加藤幸二郎（加藤→千秋楽、初代-三代目はディレクター）、都築浩、小山薫堂、田中直人、鮫肌文殊、中野俊成、おちまさと、三俣麻弥、武子正人（武子→千秋楽）
- TM：伊東聡（千秋楽）
- SW：米田博之（二代目・千秋楽）
- AUD：鈴木佳ー（二代目・千秋楽、初代はMIX）
- VE：杉本裕治（千秋楽）
- TD：牛山敏彦（千秋楽）
- 中継技術：鴇田晴海（千秋楽、初代は中継・ロケ技術、二代目は技術協力）、安藤康一、海野太郎、高岡彰吾（共に千秋楽）
- 編集：荻原邦晃、服部大介（共に千秋楽）
- ナレーション：木村匡也（KYOEA.EP）、鈴木君枝（日本テレビ）、菅沼久義（千秋楽）
- 音効：花岡英夫（CUBIC）、保苅智子（VAMP、千秋楽）
- 美術：小野寺一幸（千秋楽）、本田恵子（千秋楽、初代-三代目はデザイン）、市村敬二（千秋楽）、平岡栄治（千秋楽）
- TK：山沢啓子、長坂真由美（長坂→千秋楽）
- 広報：立柗典子（千秋楽）
- スタイリスト：稲葉かな子（千秋楽、二代目は加奈子名義）、のてひろこ、藤田はる海（共に千秋楽）
- デスク：紺野史恵（千秋楽）、小林圭子、藤島悦子（藤島→千秋楽）
- アシスタントディレクター：今泉昌子（二代目・千秋楽）、近藤貴浩（初代-）、鈴木淳司（初代-）、赤松優一（千秋楽）、池田供子（二代目・千秋楽）、石川匡介（千秋楽）、平松志津（千秋楽）、堀田康貴（初代-）、酒井甚哉（初代-）、辻正記（二代目・千秋楽、初代は正紀名義）、我妻哲也（初代-）、立澤哲也（二代目・千秋楽）、森田綾乃（千秋楽）、松浦健介（千秋楽）、宮本大輔（千秋楽）、前田有紀（千秋楽）、麻生聡（千秋楽）
- ディレクター：小笠原豪（初代-）、古立善之（二代目・千秋楽、初代はAD）、相田貴史（二代目・千秋楽、初代はAD）、首藤光典（千秋楽）、大畠憲彦（千秋楽、二代目はAD）、島田総一郎（千秋楽）、パクスンミン（千秋楽）、ルードンハン（千秋楽）、〆谷浩斗（初代-）、飯島冬貴（初代-）、毛利忍（千秋楽）、松橋晃弘（千秋楽、初代・二代目はAD）、近藤祐治郎（千秋楽、二代目は裕次郎名義でAD）、大野聰介（千秋楽、初代・二代目はAD）
- 演出：富山歩、香川春太郎（共に千秋楽、初代・二代目はディレクター）
- プロデューサー：中村元気（二代目・千秋楽）、鈴木雅人、岡崎成美、池田秀一、伊藤有可子、キムテソン（キム→千秋楽）、長濱薫、小西寛
- 制作協力：Call（二代目・千秋楽）、EXCEL（現:エクセリング）（千秋楽）、SBS（千秋楽）、NTV映像センター（二代目・千秋楽）、THE WORKS（二代目・千秋楽）、ディスクガレージ（千秋楽）
- チーフプロデューサー：吉川圭三（千秋楽）
- 製作著作：日本テレビ

### 過去のスタッフ
- 構成：小畑良浩（初代）、熊谷壽久（二代目）
- TM：宮下英俊（初代・二代目）
- TD：佐治佳ー（初代）、石塚功（二代目）
- SW：村松明（初代）
- CAM：渡辺滋雄（初代・二代目）、三井隆裕（二代目）
- VE：土屋隆（初代）
- MIX：三石敏生（二代目）
- LD：高橋明宏（初代）、細川登喜二（二代目）
- VTR：神田洋介（初代）、遠山香織（二代目）
- 技術協力：NTV映像センター（二代目、初代は中継・ロケ技術）
- 中継・ロケ技術：小泉明浩（初代）
- 編集：須藤康則（テレテックメディアパーク、初代・二代目）
- MA：番匠康雄（初代・二代目）
- ナレーション：森富美・舟津宜史（共に初代、NTVアナウンサー）、寺瀬今日子、伊倉一恵、鈴木博紀（共に二代目）
- 美術：中原晃一（初代・二代目）
- TK：関仁美（初代）
- 広報：片岡英彦（初代・二代目）
- スタイリスト：河村志尾美（二代目）
- デスク：工藤友希子（初代）、松岡満枝（初代・二代目）
- アシスタントディレクター：下田明宏、野田沢淳一、山中和代、鈴木誠一、潮津秀康（共に初代）、鈴木尚、中田美津子、斉藤詠美、玉根弘章、針生一（共に初代・二代目）、前川道範、赤松裕二（共に二代目）
- ディレクター：西森尚展、三觜雅人（共に初代）、似鳥利行、中西太、加藤雅之、森實陽三（共に初代・二代目）、服部紳一（二代目、初代はAD）
- チーフプロデューサー：棚次隆（初代-三代目）、佐野讓顯（初代）
- 制作：神戸文彦、土屋泰則/吉岡正敏（共に初代）